# Erich Fromm

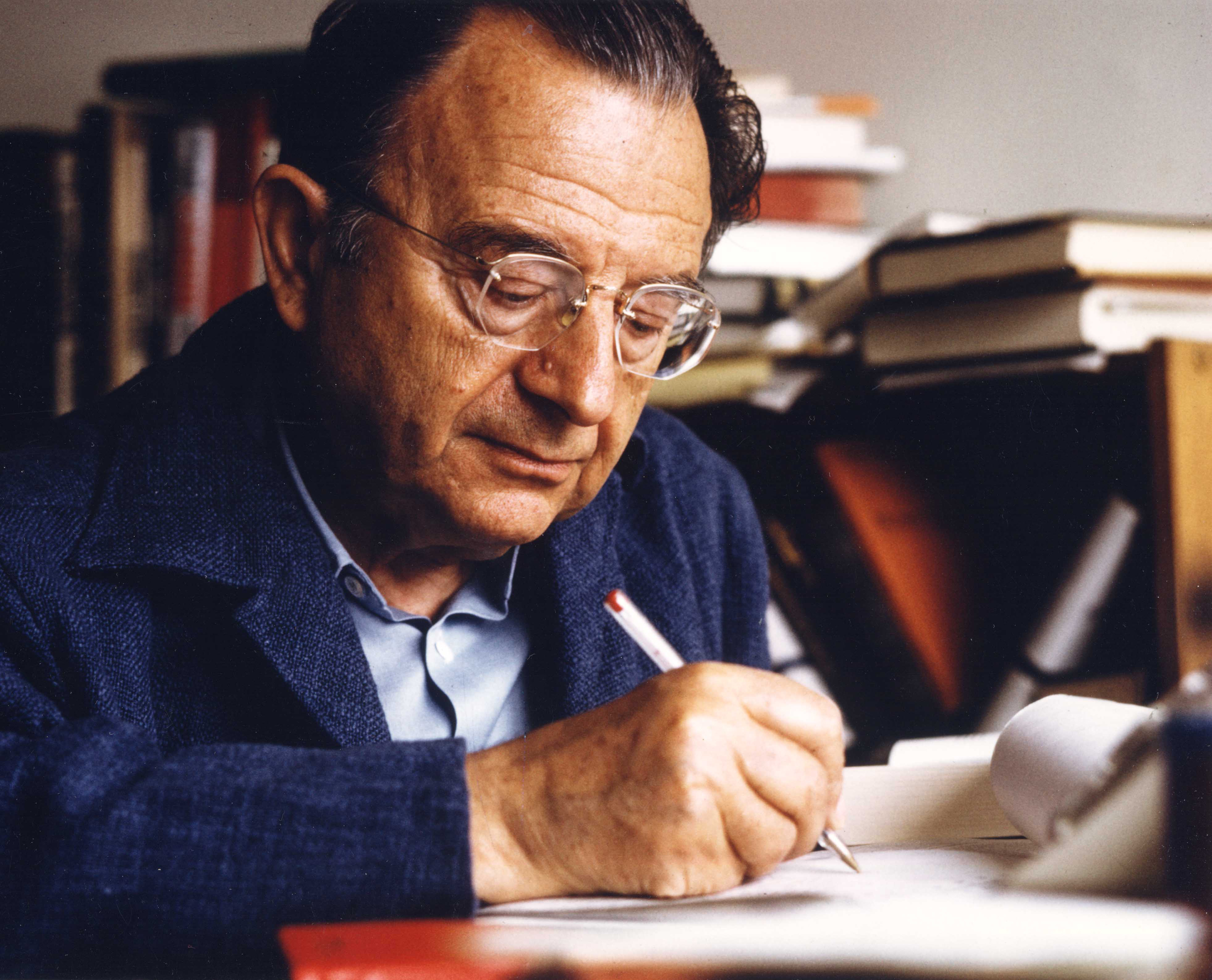
Erich Fromm (1974)

Erich Seligmann Fromm (23 tháng 3 năm 1900 – 18 tháng 3 năm 1980) là nhà tâm lý học xã hội, nhà phân tâm học, nhà xã hội học, triết gia nhân văn và nhà xã hội học dân chủ người Đức. Ông thuộc trường phái lý thuyết phê phán Frankfurt.

## Cuộc đời

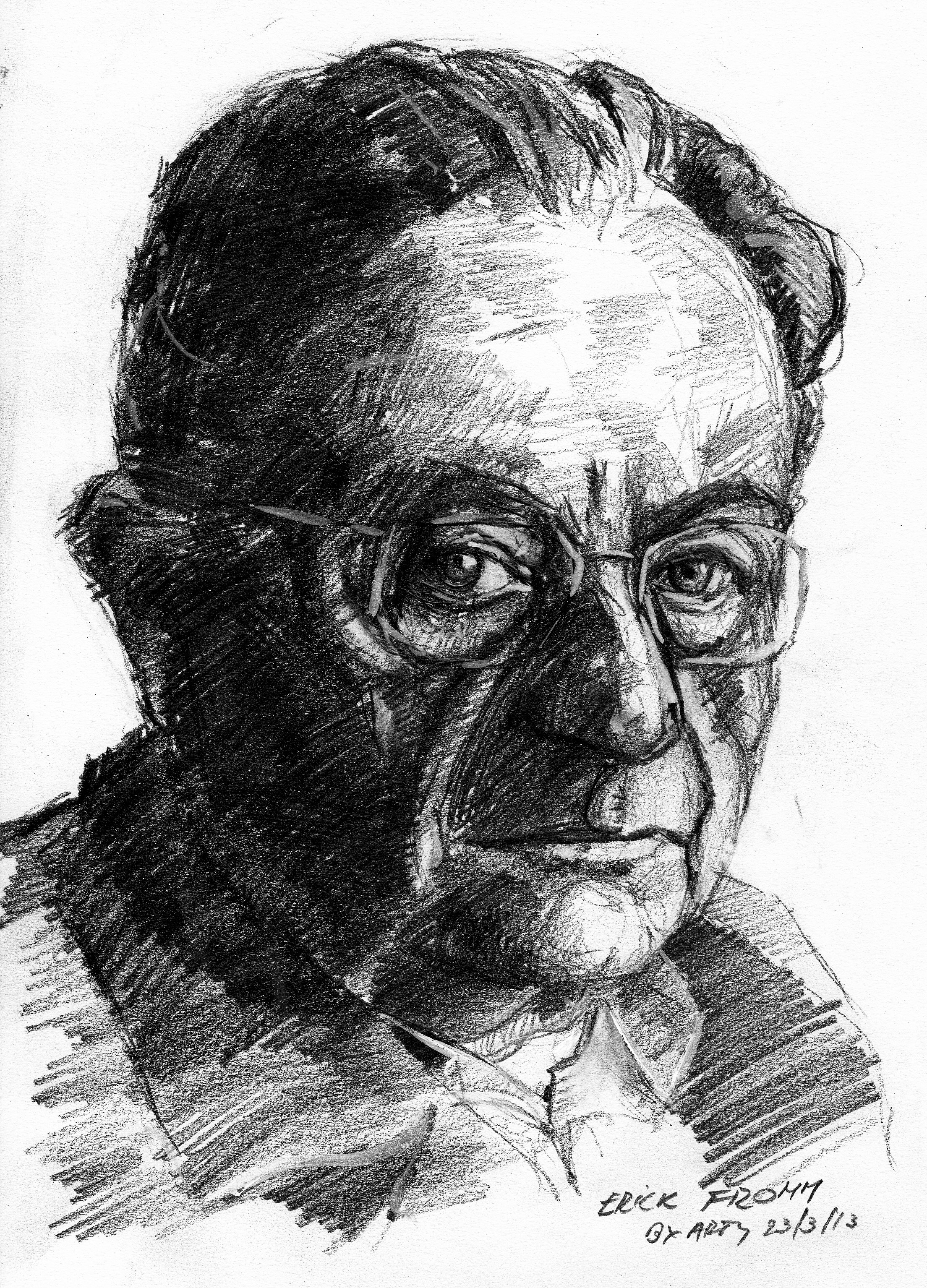
Erich Fromm

Erich Fromm sinh vào 23 tháng 3 năm 1900 tại Frankfurt am Main (tên đầy đủ là Frankfurt on the Main – phân biệt với một Frankfurt khác ở phía Đông Đức), là con một trong gia đình Do Thái chính thống. Năm 1918 ông vào học Đại học Frankfurt am Main với hai học kỳ ở ngành Luật học. Trong học kỳ hè năm 1919 ông học tại Đại học Heidelberg, nơi ông đã ngừng học luật để chuyển qua xã hội học với các vị thầy như: Alfred Weber (em trai của nhà xã hội học nổi tiếng Max Weber), triết gia – tâm lý học Karl Jaspers và Heinrich Rickert. Fromm nhận bằng tiến sĩ về xã hội học tại Heidelberg năm 1922. Khoảng giữa những năm 1920 ông được đào tạo để trở thành một nhà phân tâm học ở viện phân tâm của Frieda Reichmann ở Heidelberg. Ông bắt đầu trị liệu lâm sàng năm 1927. Năm 1930 ông tham gia Viện nghiên cứu xã hội học Frankfurt và hoàn thành quá trình đào tạo phân tâm của mình.
Sau khi Đức Quốc xã nắm quyền ở Đức, Fromm lánh sang Geneva rồi sau đó năm 1934 ông tới Đại học Columbia ở New York. Mối quan hệ lâu dài giữa ông và nữ phân tâm gia Karen Horney đã trở thành tên một cuốn sách của bà "Tự Phân Tích". Hai người đã có những ảnh hưởng lớn tới tư tưởng của nhau. Horney đã thông hiểu nhiều điều về phân tâm nhờ Fromm và ông cũng đã giảng giải cho bà về xã hội học. Mối quan hệ giữa họ kết thúc cuối năm 1930. Sau khi rời Đại học Columbia, trong năm 1943 Fromm đã giúp xây dựng chi nhánh Tâm thần học trường phái Washington và năm 1946 ông cùng William Alanson White sáng lập nên Viện tâm lý – phân tâm và tâm thần học. Ông làm giảng viên tại Bennington College từ năm 1941 đến 1949.
Khi Fromm chuyển đến México năm 1949, ông làm giáo sư tại Đại học quốc gia về Tự động học (UNAM) và tổ chức các buổi trị liệu phân tâm cho y tế học đường tại đây. Đồng thời ông cũng là giáo sư giảng dạy tâm lý học tại Đại Học Bang Michigan từ 1957 đến 1961 và cũng là giáo sư thỉnh giảng về tâm lý học tại phân khoa sau đại học về Nghệ thuật và Khoa Học ở Đại Học New York sau năm 1962. Fromm dạy tại UNAM đến khi nghỉ hưu năm 1965 và tại Hội phân tâm học Mexico (SMP) cho tới năm 1974. Năm 1974 ông rời Mexico tới Muralto, Thụy Sĩ và mất tại nhà mình ở Thụy Sĩ năm 1980, 5 ngảy trước sinh nhật lần 80 của mình. Trong cuộc đời học thuật của mình Fromm đã thực hành lâm sàng và xuất bản nhiều series sách.